# Castello di Villanova (Cassolnovo)
Il castello di Villanova è una roccaforte situata nell'omonima località, frazione di Cassolnovo, in provincia di Pavia.

## Storia e descrizione
La costruzione, al centro di un complesso rurale immerso nella campagna, risale al periodo visconteo-sforzesco.
La struttura a impianto quadrato con corte centrale, con quattro torri angolari e torre d'ingresso con ponte levatoio. Fu restaurato nel 1455 dai Sanseverino e Ludovico il Moro completò l'edificio, risistemato dai Gonzaga di Mantova nel XVI secolo.
Davanti all'ingresso sono collocati due grossi busti marmorei databili alla tarda romanità, localmente noti come "DuCamoru".
Il complesso è impostato su un impianto quadrangolare, con torrione d'ingresso e quattro torri d'angolo.
Le facciate esterne del castello presentavano decorazioni a rombi bianchi e rossi, ornamenti ancora ben visibili sul finire del XX secolo  ma ormai logorati dal tempo.
La corte interna è dotata di ballatoi in legno e al centro del cortile è collocata la pompa d'acqua per i residenti. In una stanza all'interno soggiornò più volte san Luigi Gonzaga.